# Meliade
Meliade eller Meliai (oldgræsk: Μελίαι Meliai eller Μελιάδες Meliades) var i græsk mytologi normalt anset som nymfer i asketræ, hvis navn de delte. Ifølge Hesiod blev Meliades (formentlig i betydningen af alle tre nymfer) født af en bloddråbe, der faldt på Gaia (Jorden), da Kronos kastrerede Uranus. I Hesiods Værker og dage er asketræerne, der måske betyder Meliade-nymferne, stamfader til den generation af mænd, der tilhørte Hesiods Bronzealder.